# Belince
Belince (in ungherese Belinc) è un comune della Slovacchia facente parte del distretto di Topoľčany, nella regione di Nitra.